# Частотный компаратор
Часто́тный компара́тор — средство сравнения частот двух высокостабильных источников. Частным видом частотных компараторов являются фазовые компараторы, существуют также приёмники-компараторы, позволяющие сравнивать частоту поверяемой, калибруемой меры с частотой, передаваемой с помощью эталонного радиосигнала.

## Назначение
- Компараторы предназначены для измерения разности и нестабильности частот выходных сигналов 5, 10 или 100 МГц стандартов частоты и времени, а также нестабильности частоты и фазы, вносимой усилителями, умножителями, делителями частоты и другими четырехполюсниками.
- Компаратор позволяет измерять:
  - относительную разность частот входных сигналов;
  - относительную нестабильность частоты входных сигналов;
  - набег разности фаз измеряемых сигналов.
- В новых моделях компараторов предусмотрена математическая обработка результатов измерения, которая позволяет определять и отображать на индикаторном табло:
  - относительное систематическое изменение частоты;
  - среднее относительное значение разности частот;
  - среднеквадратическое относительное отклонение частоты;
  - среднеквадратическое относительное двухвыборочное отклонение частоты.
- Приёмники-компараторы предназначены для:
  - определения отклонения частоты кварцевых или квантовых мер частоты и их метрологических характеристик по отношению к частоте сигналов образцовых или эталонных частот, передаваемых радиостанциями длинных волн;
  - автоматической синхронизации частоты встроенного высокостабильного кварцевого генератора или внешнего (кварцевого или квантового) генератора по эталонным радиосигналам.

## Устройство
Разные модели компараторов имеют разную структуру, обязательными компонентами являются умножители, делители частот и устройства, вырабатывающие разностный сигнал. Приёмники-компараторы имеют в своём составе супергетеродинный радиоприёмник.

## Примеры
- Ч7-12 — частотный компаратор
- Ч7-17 — фазовый компаратор
- Ч7-39 — частотный компаратор
- ЧК7-46 — частотный компаратор
- ЧК7-49 — приёмник-компаратор
- ЧК7-51 — частотный компаратор
- Ч7-308А — частотный компаратор
- VCH-310 — частотный компаратор
- VCH-314 — двухканальный частотный компаратор
- VCH-315 — многоканальный фазовый компаратор

## Основные нормируемые характеристики
- Для компараторов
  - Номинальные значения частот измеряемых сигналов
  - Коэффициенты умножения разрешающей способности измерений нестабильности частоты
  - Основная погрешность измерения
  - Среднеквадратическое значение напряжения входных сигналов
  - Напряжение выходного сигнала
- Дополнительно для приёмников-компараторов
  - Диапазон частот принимаемых радиосигналов
  - Чувствительность приёмника